# Весна (село)
Весна́ (укр. Весна́; до 2016 г. — Ури́цкое, до 1923 г. — Святотро́ицкая, до 1917 г. — Э́йхвальд) — село в Новодонецкой поселковой общине Краматорского района Донецкой области Украины.

## Общие сведения
Население по переписи 2001 года составляет 80 человек. Почтовый индекс — 85183. Телефонный код — 6269.

## Местная власть
85010, Донецкая область, Краматорский район, пгт Новодонецкое, ул. Московская, 3.